# Wenn die prallen Möpse hüpfen
Wenn die prallen Möpse hüpfen ist ein deutscher Softsexfilm in fünf Episoden aus dem Jahre 1974 von Ernst Hofbauer. Alternativtitel ist Gejodelt wird im Unterhöschen.

## Handlung
In der Rahmenhandlung eilen Rolf und seine neue Freundin, die hübsche Kurzhaarblondine Anja, in eine Wohnung, die einem gewissen Cäsar von Ficker gehört. Beide haben in Windeseile ihre Klamotten abgestreift und sind gerade miteinander zugange, als Anja einen Schrei aus der Wohnung neben ihnen hört, die dem gerade praktizierenden Zahnarzt Dr. Stoss gehört. Rolf ist genervt von dieser Unterbrechung, zumal im Hausflur die auf Sitte und Anstand pochende alte Hausmeisterin  lauert. Wieder zurück in der Ficker-Wohnung und in trauter Zweisamkeit beginnt Rolf Anja fortan jedes Mal eine erotische Geschichte zu erzählen, wenn man mal wieder von irgendjemandem gestört wird …

### 1. Episode
Die brave und ein wenig scheue Ingrid hängt gerade mit drei Freundinnen in einem Tanzschuppen ab und ist bereits ein wenig angetrunken, als sie sich von dem Draufgänger und Schürzenjäger Johnny abschleppen lässt, der sie kurz darauf wenig einfühlsam entjungfert. Der Katzenjammer danach ist groß und sie bereut den One-Night-Stand. Dennoch hat die junge Brünette dadurch für sich die Freude an unverbindlichem Sex entdeckt. Sie geht infolgedessen von Mann zu Mann, findet aber bei diesen schnellen Nummern keine wirkliche Befriedigung. Die Dinge ändern sich erst, als ihre blonde und sexuell recht offensive Freundin Lilo eines Tages bei ihr vorbeischaut und eine Nacht bleibt. Beide haben viel Spaß miteinander, und Ingrid findet nunmehr auch an Frauen Gefallen. Doch ganz hat sie der Männerwelt noch nicht abgeschworen, denn da ist ja noch der schüchterne Ernst, der sich wie ein Gentleman benimmt und in den sie sich verliebt.

### 2. Episode
Die vollbusige Maria will gerade mit ihrem Liebhaber Toni in Oberbayern im trauten Heim eine Nummer schieben, als ihr Großvater dazustößt. Toni möchte Maria ganz anständig heiraten, doch sein Vater Aloisius ist gegen diese Beziehung, die ihm für seinen Filius nicht standesgemäß erscheint. Marias Opa weiß vom Geheimnis, das Tonis Vater umgibt: Der Mann in den besten Jahren ist ein ganz schlimmer Finger, denn im Dorf ist keine Frau vor ihm sicher. Und so legen sich Toni und Marias Opa auf die Lauer, um Aloisius bei einer seiner Sexualeskapaden in flagranti zu erwischen. Als der Schwerenöter mal wieder fensterln geht, angelt sich Marias Opa dessen Krachlederne und kündigt an, sie beim anstehenden Schützenfest aufzuhängen, sollte Aloisius nicht der Heirat zwischen Maria und Toni zustimmen. Nun kann Tonis Vater nicht mehr „nein“ sagen.

### 3. Episode
Professor Staudinger unterrichtet als Kunstlehrer eine Akademieklasse. Eine seiner Studentinnen erscheint ihm besonders talentiert, sodass er sie zum Privatunterricht einlädt. Ruth soll ihn nackt malen. Mehr als für die Malerei beginnen die beiden während der Privatlektion Interesse für den nackten Körper des jeweils anderen zu entwickeln. Staudingers Geilheit geht so weit, dass er sich mit drei Musen in einer Farben-Orgie vergnügt, dabei wird er von Maria in flagranti erwischt. Angewidert rennt sie davon, vor dem Haus begegnet sie zufällig Staudingers Sohn Georg. Beide finden rasch Gefallen aneinander und heiraten schließlich. Aber das Mädchen, das nach künstlerischer Anerkennung lechzt, kehrt zu Professor Staudinger zurück, um erneut eine private Unterrichtsstunde in Sachen wilder Sex zu erhalten. Bald scheint sie wie Wachs in seinen Händen, und obwohl Ruth Georg liebt, kommt sie von dessen Vater nicht los.

### 4. Episode
Irgendwo im Rheinischen: Pizzabäcker Ennio ist darauf aus, es der Jungfrau Trina zu besorgen, deren Mutter die Tochter eindringlich davor warnt, es beim Sex zum Äußersten kommen zu lassen. Eines Abends betreiben die beiden heftiges Petting im VW Käfer von Trinas Mutter, doch Trina bleibt standhaft und sagt Ennio unmissverständlich: „Kein Sex vor der Ehe!“ Da löst sich beim Fuß- und Handgemenge der Gang, der Wagen rollt los und stößt gegen eine Mauer. Bei diesem Aufprall stößt auch der kleine Ennio unbeabsichtigt in Trinas Allerheiligstes hinein. So haben die beiden, wenngleich ungewollt, doch ungeschützten Sex. „Es hat sollen sein!“, ruft Ennio lapidar, und beide haben fortan viel Spaß miteinander.

### 5. Episode
Otto Hicks arbeitet als Privatdetektiv. Er ist gerade mit Margit, der Ehefrau seines Geschäftspartners Oskar, zugange, als dieser mit einer Frau unerwartet in die Detektei zurückkehrt. Aus dem Nebenzimmer beobachtet das ehebrecherische Pärchen, wie Oskar mit jener unbekannten Dame heftig interagiert. Die beiden Ehebrecher regen sich über Oskars Fremdgehen auf. Nach dem Höhepunkt klingelt es an der Detekteitür, und Oskar nimmt an, dass seine Gattin draußen wartet. Oskars Liebschaft wird daraufhin in den Nachbarraum abgeschoben, wo noch immer die nackten Otto und Margit warten. Statt Oskars Ehefrau ist nun Ottos bessere Hälfte eingetreten und wundert sich über Oskars Nacktheit. Die Dame meint, dass man die Gelegenheit ausnützen solle, und wirft sich sogleich an den Hals des Kompagnons ihres Mannes. In Windeseile hat auch sie ihre Klamotten abgestreift, um es mit Oskar zu treiben, während Otto, Margit und die unbekannte Dame gespannt durch das Schlüsselloch lugen. Oskars Mitbringsel möchte nun auch etwas von der Situation haben und erpresst Otto damit, gleich loszuschreien, wenn dieser sie nicht augenblicklich bespringe. Währenddessen reitet Frau Hicks Oskar in Cowboymanier. Schließlich fliegt die Tür zum Nebenzimmer ebenso wie alles andere auf: Oskars Margit haut ihrem untreuen Gatten eine herunter, während dieser nicht ganz zu Unrecht fragt, warum seine Gattin eigentlich nackt sei. Die unbekannte Dame entpuppt sich als Massagesalonbesitzerin Frau Bumsbach, die noch eine Rechnung bei der Detektei offen hat, die sie, statt mit Geld, in Naturalien bezahlt. Damit seien die Kosten von 1200 DM mehr als abgegolten: Jeder der beiden Herren, der ihre Dienste in Anspruch genommen habe, schulde ihr noch 150 DM. Empört verlassen die beiden nackten Gattinnen der Detektive die Szenerie.

### Epilog
Rolfs erotische Geschichten haben die ungeduldige Anja in Stimmung gebracht, und trotz des allgegenwärtigen Durcheinanders im Mietshaus legen die beiden nun endlich mit ihrem Schäferstündchen in der Ficker-Wohnung los. Doch plötzlich bricht Zahnarzt Dr. Stoss von nebenan durch die Mauer, da ihn ein bajuwarischer Patient beim Zähneziehen mit Verve von sich gestoßen hat. Rolf und Anja nehmen's mit Humor und treiben es jetzt um so heftiger. Es wackeln die Wände und auch die Decke, sodass der Kronleuchter auf die unter ihnen wohnende Hausmeisterin, die sich mittlerweile Ohrenschützer übergezogen hat, heruntersaust. Im Schlussbild sieht man die enervierte Alte mit einer leuchtenden Glühbirne im Mund.

## Produktionsnotizen
Wenn die prallen Möpse hüpfen wurde Ende 1973 in München gedreht und am 15. März 1974 uraufgeführt.
Peter Rothe entwarf die Filmbauten, Ludwig Spitaler hatte die Herstellungsleitung.

## Kritiken
Das Lexikon des internationalen Films sah in dem Streifen lediglich „spekulatives ‚Formenkino‘ ohne Form.“